# 청보초등학교
청보초등학교는 대한민국 충청남도 보령시에 있는 공립 초등학교이다.

## 학교 연혁
- 1969년 4월 19일: 개교

## 참고 자료
- 청보초등학교 - 한국교육학술정보원 학교알리미